# Manolo Morán
Manuel Morán León (Madrid; 30 de desembre de 1905 - Sant Joan d'Alacant; 27 d'abril de 1967) va ser un actor espanyol.
Després de finalitzar els seus estudis d'aparellador va treballar com a representant comercial, empleat d'una oficina d'assegurances, director d'una revista esportiva i fins i tot àrbitre de boxa. No inicia la seva carrera d'actor fins a l'inici de la Guerra Civil Espanyola, actuant en teatre. Inicia la seva carrera cinematogràfica una vegada acabada la guerra, i s'especialitza en personatges de registre còmic i raigambre popular i castissa, els màxims exponents de la qual van ser els seus personatges de Benvingut Mr. Marshall (1952), de Luis García Berlanga i Manolo, guàrdia urbà (1956), de Rafael J. Sàlvia. La seva trajectòria es va mantenir més o menys constant fins a la seva defunció i va arribar a rodar més de cent pel·lícules, sent un dels grans actors còmics al cinema espanyol dels anys 40 i 50, al costat de José Isbert (amb el qual va coincidir en 29 títols) i Tony Leblanc.

## Filmografia
- Operació Dalila (1967)
- Currito de la Creu (1965)
- Destinació: Barajas (1965)
- The Pleasure Seekers (1964)
- Com dues gotes d'aigua (1964)
- Una noia gairebé formal (1963)
- La colla dels onze (1963)
- Xantatge a un torero (1963)
- Les travesuras de Morucha (1962)
- Afecte meu (1961)
- Alerta en el cel (1961)
- Don José, Pepe i Pepito (1961)
- Patricia meva (1961)
- La meva dona m'agrada més (1961)
- El pobre García (1961)
- Anem a explicar mentides (1961)
- Amor sota zero (1960)
- El Litri i la seva ombra (1960)
- Llavis vermells (1960)
- Cabina de luxe (1959)
- La casa de la Troia (1959), de Rafael Gil.
- La vida al voltant (1959)
- El pont de la pau (1958)
- Visqui l'impossible! (1958)
- Bon dia, amor (1958)
- Històries de la fira (1958)
- Les últimes banderes (1957)
- Els àngels del volant (1957)
- Una creu en l'infern (1957)
- Un abric a quadres (1957)
- El cantor de Mèxic (1956)
- La gran mentida (1956)
- Tarda de toros (1956)
- Aquí hi ha petroli! (1956)
- Manolo, guàrdia urbà (1956), de Rafael J. Sàlvia.
- Good Bye, Sevilla (1955)
- Congrés a Sevilla (1955), d'Antonio Román.
- Recluta amb nen (1955), de Pedro Luis Ramírez
- La ciutat perduda (1955)
- Tres eren tres (1955)
- La ciutat dels somnis (1954)
- Com la terra (1954)
- Nits andaluses (1954)
- El bandit generós (1954)
- Intriga en l'escenari (1953)
- Així és Madrid (1953)
- Aeroport (1953)
- Germà menor (1953)
- Donya Francisquita (1953)
- El diable toca la flauta (1953), de José María Forqué.
- Amaya (1952)
- L'estel de Serra Bruna (1952)
- Persecució a Madrid (1952)
- Em vull casar amb tu (1952)
- Ronda espanyola (1952)
- Cinquanta anys del Reial Madrid (1952)
- Benvingut Mr. Marshall (1952), de Luis García Berlanga
- Onze parells de botes (1952), de Francisco Rovira Beleta
- De Madrid al cel (1952), de Rafael Gil.
- El capità Verí (1951)
- Història de dos llogarets (1951)
- Cel negre (1951)
- Don Joan (1950)
- El follet i el rei (1950)
- Setena pàgina (1950)
- Balarrasa (1950), de José Antonio Nieves Conde.
- Aventures de Juan Lucas (1949)
- Una dona qualsevol (1949)
- Foc! (1949)
- Un home de món (1949)
- A punta de fuet (1949)
- El carrer sense sol (1948)
- Olé torero! (1948)
- Brindis a Manolete (1948), de Florián Rei.
- Barri (1947)
- El Quixot de la Manxa (1947)
- Estranyo clarejar (1947)
- La mantilla de Beatriz (1946)
- L'emigrat (1946)
- Pel gran premi (1946)
- Nit decisiva (1945)
- El camí de Babel (1945)
- Els últims de Filipines (1945)
- El testament del virrey (1944)
- Jo no em caso (1944)
- Lliçons de bon amor (1944)
- La destinació es disculpa (1944), de José Luis Sáenz d'Heredia.
- Paradís sense Eva (1944)
- El banderer (1943)
- Castillo de naips (1943)
- S'embeni un palau (1943)
- Noces en l'infern (1942)
- La famosa Luz María (1942)
- Intriga (1942)
- Goyescas (1942), de Benito Perojo.
- Remolí (1941)
- Rosa d'Àfrica (1941)
- Revetlla (1941), d'Edgar Neville.
- El creuer Balears (1941), d'Enrique del Camp.
- Esquadrilla (1941)
- El creuer Balears (1941)
- Sarasate (1941)
- L'hoste del sevillà (1940)
- Carmen fra i rossi (1939)
- Front de Madrid (1939), d'Edgar Neville.